# ترتية رسكلد
تُرتِيَّة رِسْكُلد أو تُرتلِّة رِسكُلد أو عجة الجمرة (بالإسبانية: Tortilla de rescoldo)‏ هي خبز تشيلي تقليدي غير مُخمّر، يُحضّر من قبل الرّحالة الريفيين. يتكون من طحين القمح ويُخبز في فحم نار التخييم.